# Giorgio Morbiato
Giorgio Morbiato (Padua, 30 de julio de 1948) es un deportista italiano que compitió en ciclismo en la modalidad de pista, especialista en la prueba de persecución por equipos.
Participó en dos Juegos Olímpicos de Verano, entre los años 1968 y 1972, obteniendo una medalla de bronce en México 1968, en la prueba de persecución por equipos (junto con Lorenzo Bosisio, Cipriano Chemello y Luigi Roncaglia).
Ganó tres medallas en el Campeonato Mundial de Ciclismo en Pista entre los años 1968 y 1971.

## Medallero internacional
| Juegos Olímpicos   | Juegos Olímpicos          | Juegos Olímpicos  | Juegos Olímpicos            |
| Año                | Lugar                     | Medalla           | Competición                 |
| ------------------ | ------------------------- | ----------------- | --------------------------- |
| 1968               | Ciudad de México (México) | Medalla de bronce | Persecución por equipos     |
| Campeonato Mundial |                           |                   |                             |
| Año                | Lugar                     | Medalla           | Competición                 |
| 1968               | Montevideo (Uruguay)      | Medalla de oro    | Persecución por equipos (A) |
| 1969               | Brno (Checoslovaquia)     | Medalla de plata  | Persecución por equipos (A) |
| 1971               | Varese (Italia)           | Medalla de oro    | Persecución por equipos (A) |